# كأس ملك إسبانيا 1973–74
كأس ملك إسبانيا 1973–74 هي البطولة رقم 72 من بطولة كأس ملك إسبانيا. بدأت البطولة في 26 سبتمبر 1973 وانتهت مع المباراة النهائية في 29 يونيو 1973.

## الدور الرابع
| الفريق الأول        | إجم.           | الفريق الثاني    | مباراة الذهاب | مباراة الإياب |
| ------------------- | -------------- | ---------------- | ------------- | ------------- |
| ألميريا             | 5-3            | ريال أوفييدو     | 2-1           | 1-4           |
| باركالدو            | 5-2            | لاس بالماس       | 1-0           | 1-5           |
| كاليلا              | 2-1            | أتلتيك بيلباو    | 1-0           | 0-2           |
| سيلتا فيغو          | 1-3            | غوتشيو           | 2-0           | 1-1           |
| قرطبة               | 4-3            | تينيريفي         | 3-0           | 0-4           |
| ديبورتيفو لاكورونيا | 6-0            | راسينغ سانتاندير | 0-3           | 0-3           |
| إلتشي               | 2-3            | سالامانكا        | 2-1           | 1-1           |
| نادي غرناطة         | 4-5            | بورجوس           | 5-1           | 0-3           |
| هيركوليز            | 3-2            | رايو فاليكانو    | 0-1           | 2-2           |
| لانجريو             | 3-0            | ريال بيتيس       | 0-1           | 0-2           |
| ليفانتي             | 4-5            | برشلونة ب        | 5-1           | 0-3           |
| سي دي ملقا          | 1-1 (3-4 (p.)) | إشبيليه          | 0-0           | 1-1           |
| كولونيا موسكاردو    | 5-3            | ريال مورسيا      | 2-2           | 1-3           |
| سان أندريس          | 2-4            | خيمناستيك طركونة | 4-1           | 0-1           |

## دور الـ 32
| الفريق الأول     | إجم.           | الفريق الثاني | مباراة الذهاب | مباراة الإياب |
| ---------------- | -------------- | ------------- | ------------- | ------------- |
| أتلتيك بيلباو    | 3-1            | ريال مورسيا   | 1-0           | 0-3           |
| سيلتا فيغو       | 2-1            | رايو فاليكانو | 1-0           | 0-2           |
| ليفانتي          | 6-2            | غرناطة        | 2-1           | 0-5           |
| سي دي ملقا       | 1-1 (4-3 (p.)) | ريال أوفييدو  | 0-0           | 1-1           |
| راسينغ سانتاندير | 2-0            | ساباديل       | 0-0           | 0-2           |
| سان أندريس       | 5-0            | إلتشي         | 4-0           | 1-0           |
| سبورتينغ خيخون   | 4-4 (4-3 (p.)) | لاس بالماس    | 3-2           | 1-2           |
| نادي تينيريفي    | 3-1            | ريال بيتيس    | 1-1           | 0-2           |

## دور الـ 16
| الفريق الأول  | إجم. | الفريق الثاني | مباراة الذهاب | مباراة الإياب |
| ------------- | ---- | ------------- | ------------- | ------------- |
| أتلتيكو مدريد | 1-6  | ساباديل       | 3-1           | 3-0           |
| ريال بيتيس    | 8-2  | ريال مدريد    | 1-1           | 1-7           |
| غرناطة        | 1-2  | كاستيلون      | 2-1           | 0-0           |
| لاس بالماس    | 0-3  | ريال سوسيداد  | 1-0           | 2-0           |
| ريال مورسيا   | 8-5  | ريال سرقسطة   | 3-1           | 2-7           |
| ريال أوفييدو  | 7-3  | برشلونة       | 2-3           | 1-4           |
| سان أندريس    | 3-1  | نادي إسبانيول | 1-2           | 0-1           |
| فالنسيا       | 1-6  | رايو فاليكانو | 3-1           | 3-0           |

## ربع النهائي
| الفريق الأول  | إجم. | الفريق الثاني | مباراة الذهاب | مباراة الإياب |
| ------------- | ---- | ------------- | ------------- | ------------- |
| أتلتيكو مدريد | 2-3  | ريال سرقسطة   | 2-0           | 1-2           |
| إسبانيول      | 3-1  | برشلونة       | 1-1           | 0-2           |
| غرناطة        | 7-3  | ريال مدريد    | 0-0           | 3-7           |
| فالنسيا       | 2-0  | لاس بالماس    | 0-0           | 0-2           |

## نصف النهائي
| الفريق الأول | إجم. | الفريق الثاني | مباراة الذهاب | مباراة الإياب |
| ------------ | ---- | ------------- | ------------- | ------------- |
| برشلونة      | 2-3  | أتلتيكو مدريد | 1-1           | 1-2           |
| ريال مدريد   | 1-7  | لاس بالماس    | 0-5           | 1-2           |

## النهائي
| فريق 1     | نتيجة | فريق 2       |
| ---------- | ----- | ------------ |
| ريال مدريد | 4–0   | نادي برشلونة |